# Lansdowne Football Club
Il Lansdowne Football Club è un club irlandese di rugby a 15 avente sede a Dublino, nella provincia di Leinster.
È stato fondato nel 1872 da Henry Dunlop (1844–1930) come Irish Champion Athletic Club.

Gioca nella Division 1A del campionato irlandese.

## Palmarès
- All-Ireland League: 3
  - 2012-2013, 2014-15, 2017-18.
- Leinster Senior League: 10
  - 1973-1974, 1976-1977, 1980-1981, 1985-1986, 1986-1987, 1987-1988, 1997-1998, 2001-2002, 2017-2018, 2018-2019.
- Leinster Senior Cup di Rugby a 15: 27
  - 1890-1891, 1900-1901, 1902-1903, 1903-1904, 1921-1922, 1926-1927, 1927-1928, 1928-1929, 1929-1930, 1930-1931.
  - 1932-1933, 1948-1949, 1949-1950, 1952-1953, 1964-1965, 1971-1972, 1978-1979, 1979-1980, 1980-1981, 1985-1986.
  - 1988-1989, 1990-1991, 1996-1997, 1997-1998, 2007-2008, 2016-2017, 2017-2018.
- Metropolitan Cup: 15
  - 1926-1927, 1947-1948, 1958-1959, 1964-1965, 1967-1968, 1980-1981, 1981-1982, 1982-1983, 1988-1989, 1999-2000, 2002-2003, 2006-2007, 2008-2009, 2009-2010, 2016-2017.